# Hubert Lavigne
Pour les articles homonymes, voir Lavigne.
Hubert Lavigne né le 11 juillet 1818 à Cons-la-Grandville et mort en 15 janvier 1882 à Paris est un sculpteur, graveur et écrivain français.

## Biographie
Issu d'une famille de sculpteurs, Hubert Lavigne est né à Cons-la-Grandville en Meurthe-et-Moselle, le 11 juillet 1818, fils de Jean Baptiste Lavigne, maçon sculpteur, et de Marie Françoise Guérin. Son père Jean-Baptiste et ses oncles et tantes s’installent à Paris vers 1825-1830, et ses oncles, Jacques, François et Jean exercent alors le métier de sculpteur.
Élève à l'École nationale supérieure des beaux-arts de Paris, il a pour maître les sculpteurs Jules Ramey et Auguste Dumont.
Il remporte la troisième place du prix de Rome en 1843 avec l'œuvre intitulée Mort d'Épaminondas, un bas-relief en plâtre.
Il continue à participer au concours du prix de Rome de 1845 à 1847.
Hubert Lavigne épouse le 9 décembre 1858 à Mennecy (Essonne) Marie Augustine Martin. Le couple a cinq enfants, dont Anne Marie Lucienne (1860-1918) élève à l'école nationale de dessin, récompensée au concours d'esthétique et d'histoire de l'art en 1884 et professeur de dessin à Paris ; Lucien Jean Baptiste (1862-1942), artiste peintre, médaille d'argent comme collaborateurs de Corroyer et Lameyre ; Marie Mathilde (1864-1941), élève de l'école des Beaux-Arts, grand prix de sculpture en 1884, et mention à l'exposition de Versailles en 1890 ; et Jean René Lucien (1866-1880) élève peintre.
En 1865, Henri Labrouste le fait participer à la décoration de la Bibliothèque impériale.
En 1866, il participe au Salon des artistes français avec la statue en marbre intitulée Petit faune. Cette pièce no 2845 est acquise par l'État. Au Salon de 1876, il présente Le Joueur de flûte en plâtre, qu'il expose en fonte au Salon de 1879.
Hubert Lavigne prend l'antique pour objectif de son art, il est grec par excellence d'après Théodore Véron. Tout au long de sa vie, il s'est consacré à la collecte d'informations sur les morts d'artistes de son temps, données qui ont été publiées dans un livre avec le soutien de l'Académie.
Officier d'Académie, il est également membre du comité de l'Association des artistes français et membre de la Société de l'histoire de l'art français.
À la suite de blessures lors de la collision ferroviaire de Charenton sur le réseau du PLM le 5 septembre 1881, il meurt le 15 janvier 1882 au 12, rue Vaneau dans le 7e arrondissement de Paris).

## Œuvres

### Sculptures
- L'Amour embrassant une colombe, 1863, statue, musée de Grenoble[15].
- Le Joueur de flûte ou Daphnis, 1879, statue en bronze-fonte, parc de la pépinière de Nancy[10],[15].
- Jean de Rotrou, 1865, statue en plâtre patiné, musée d'Art et d'Histoire de Dreux[15].
- Enfant portant une coquille, fontaine en fonte de fer peint, Villeneuve-le-Roi[15].
- Petit faune, Salon de 1866, statue en marbre,dont de l'État au Musée des beaux-arts de Carcassonne. Visible au pied de l'escalier d'honneur de l'hôtel de ville de Carcassonne[16].
- Triton à la conque, figure d'un garçon potelé à côté d'une tortue, agenouillé avec les attributs marins d'un triton, une coquille Saint-Jacques dans le col et soufflant dans une corne, localisation inconnue[17].
- Fontaine Charlemagne, 1840, fonte de fer, 4e arrondissement de Paris[10].
- Fontaine à l'enfant portant une coquille géante, 1863, fonte de fer, Rabastens-de-Bigorre[10].
- Fontaine de l'hôtel de ville, 1862, sculpture fondue par Barbezat et Cie, Saint-Pierre, La Réunion[18].
- La Nativité et la Crucifixion, 1868, bas-relief en pierre[19], chapelle Chantemerle (Deux-Sèvres)[20].
- Portrait de M. L…, Salon de 1873, buste en bronze, localisation inconnue[21].
- Persée, Salon des artistes français de 1874, section Monuments publics, statue en plâtre, localisation inconnue[22].
- Le Discobole au repos, Salon des artistes français de 1875, statue en plâtre, localisation inconnue[23].
- Mercure inventant la Lyre, Salon de 1877, statue en plâtre[24], don de la famille, musée des Beaux-Arts de Nancy[25].
- La Télégraphie, 1878, statue en pierre, initialement au palais du Trocadéro à Paris, actuellement à Gournay-en-Bray[10],[26].
- Psyché, 1870, statue en marbre, acquis par l'État, Laval, Jardin de la Perrine[10].
- L'Eau ; L'Empire et La Vapeur, Paris, palais du Louvre, cour Napoléon.
- La Ville de Monptellier, 1881, statue en pierre, façade principale de l'hôtel de ville de Paris[27].

Sculptures de d'Hubert Lavigne
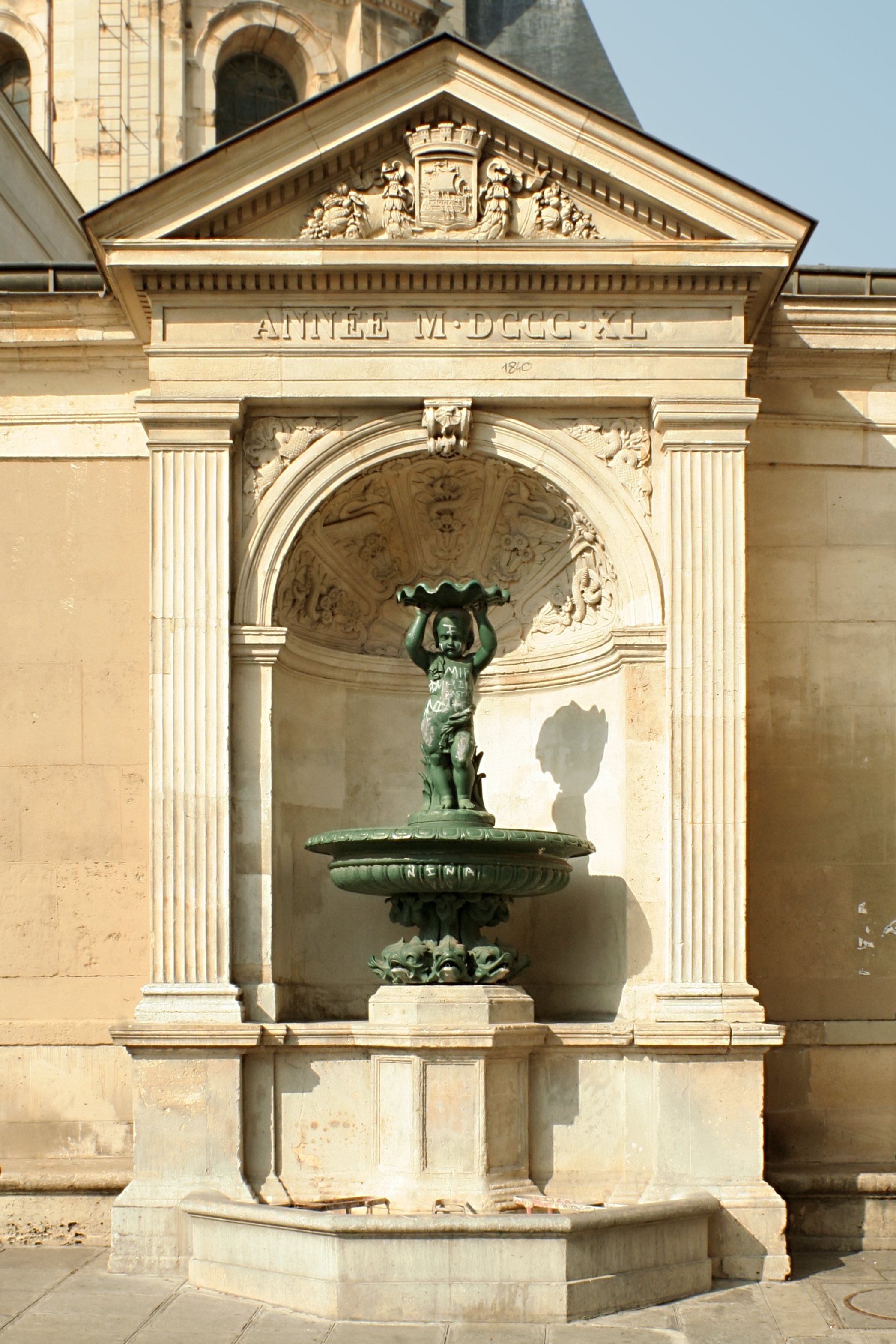
Fontaine (1840), Paris, rue Charlemagne.
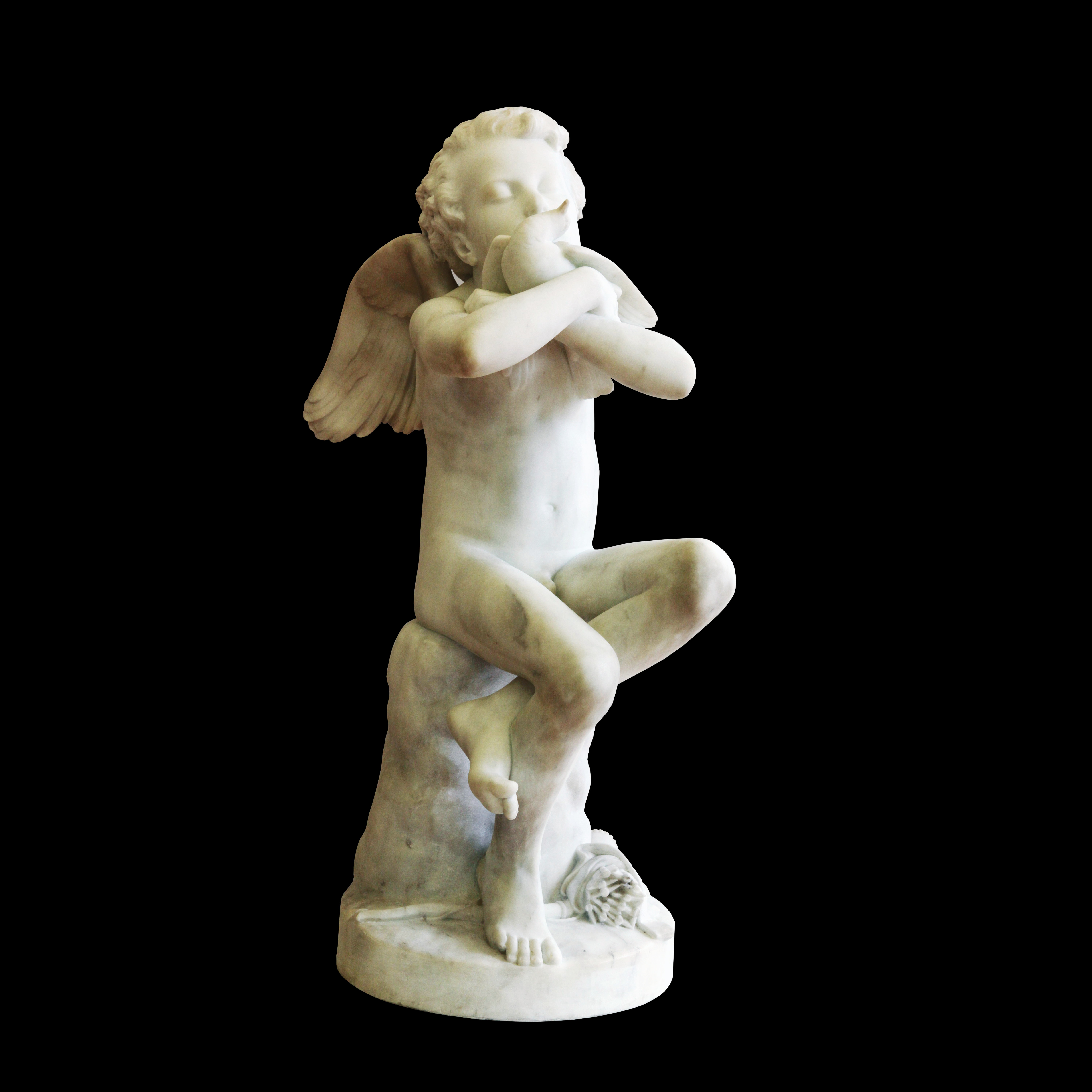
L'Amour embrassant une colombe (1863), musée de Grenoble.
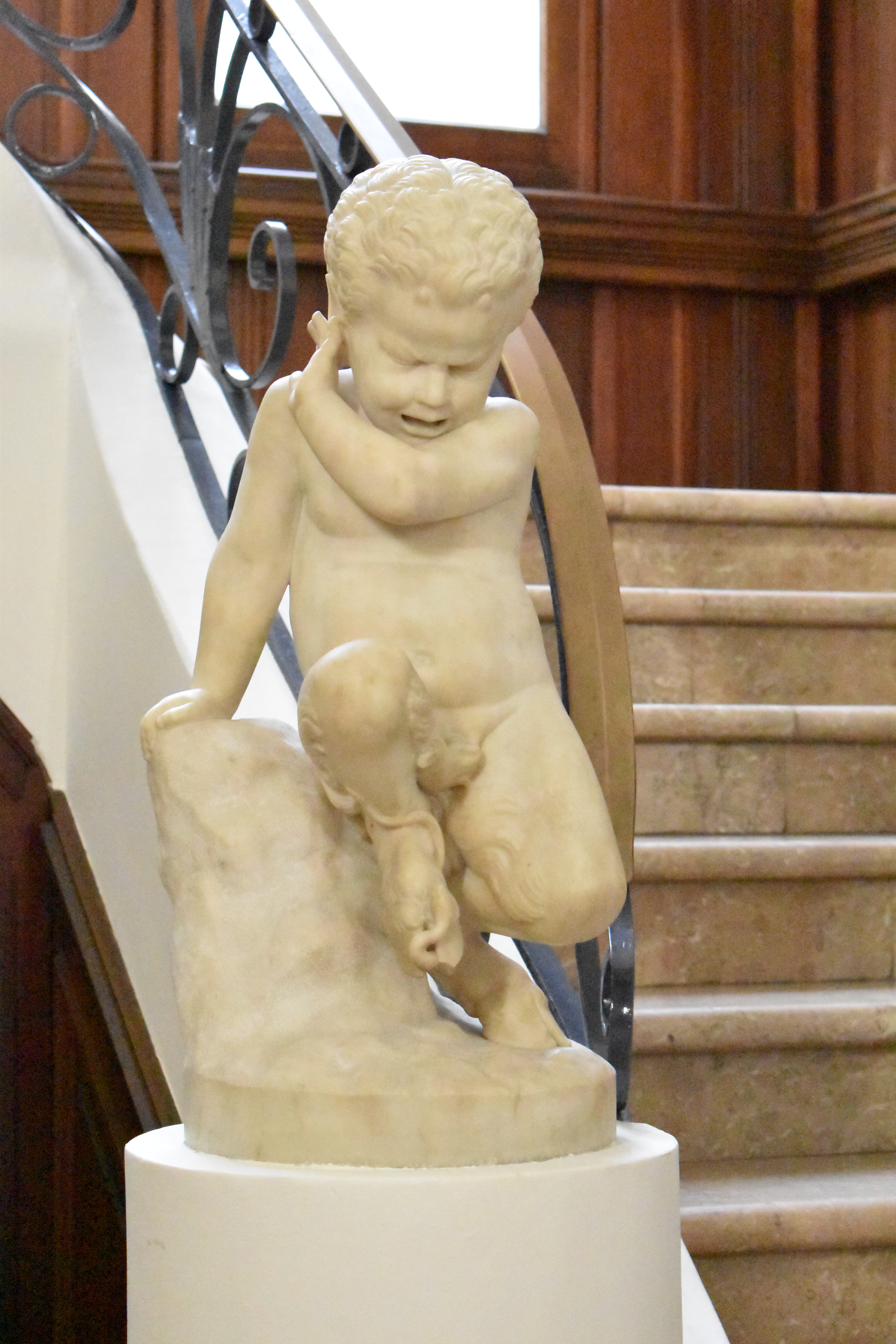
Petit faune (1866), mairie de Carcassonne.
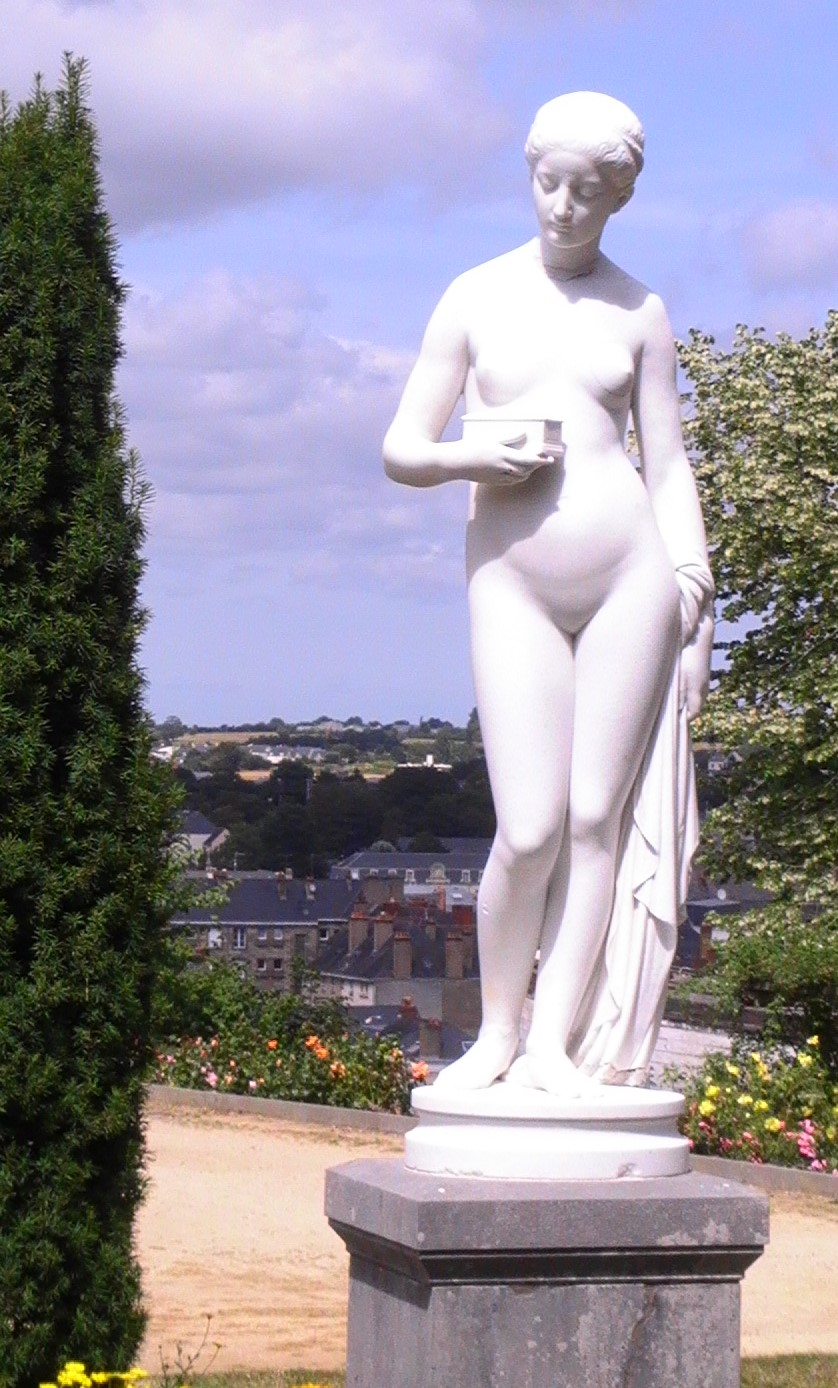
Psyché (1870), Laval, Jardin de la Perrine.
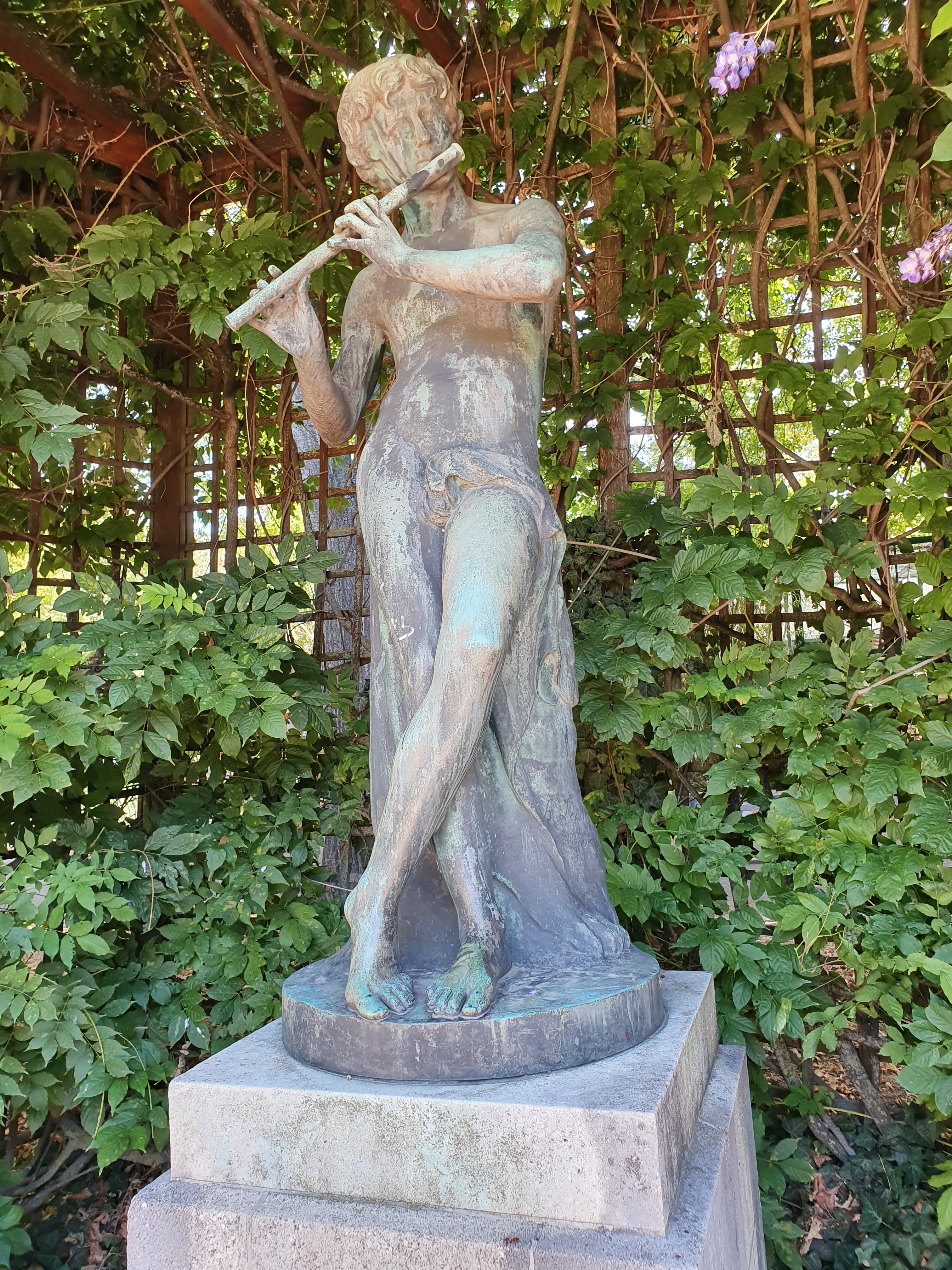
Joueur de flûte (1879), Nancy, parc de la pépinière.

### Médailles
- Portrait du Baron Taylor, 1878, médaille en bronze[28].

### Gravures
- Portrait de Laplace (1749-1827), gravure, 9,5 × 7,2 cm[29].

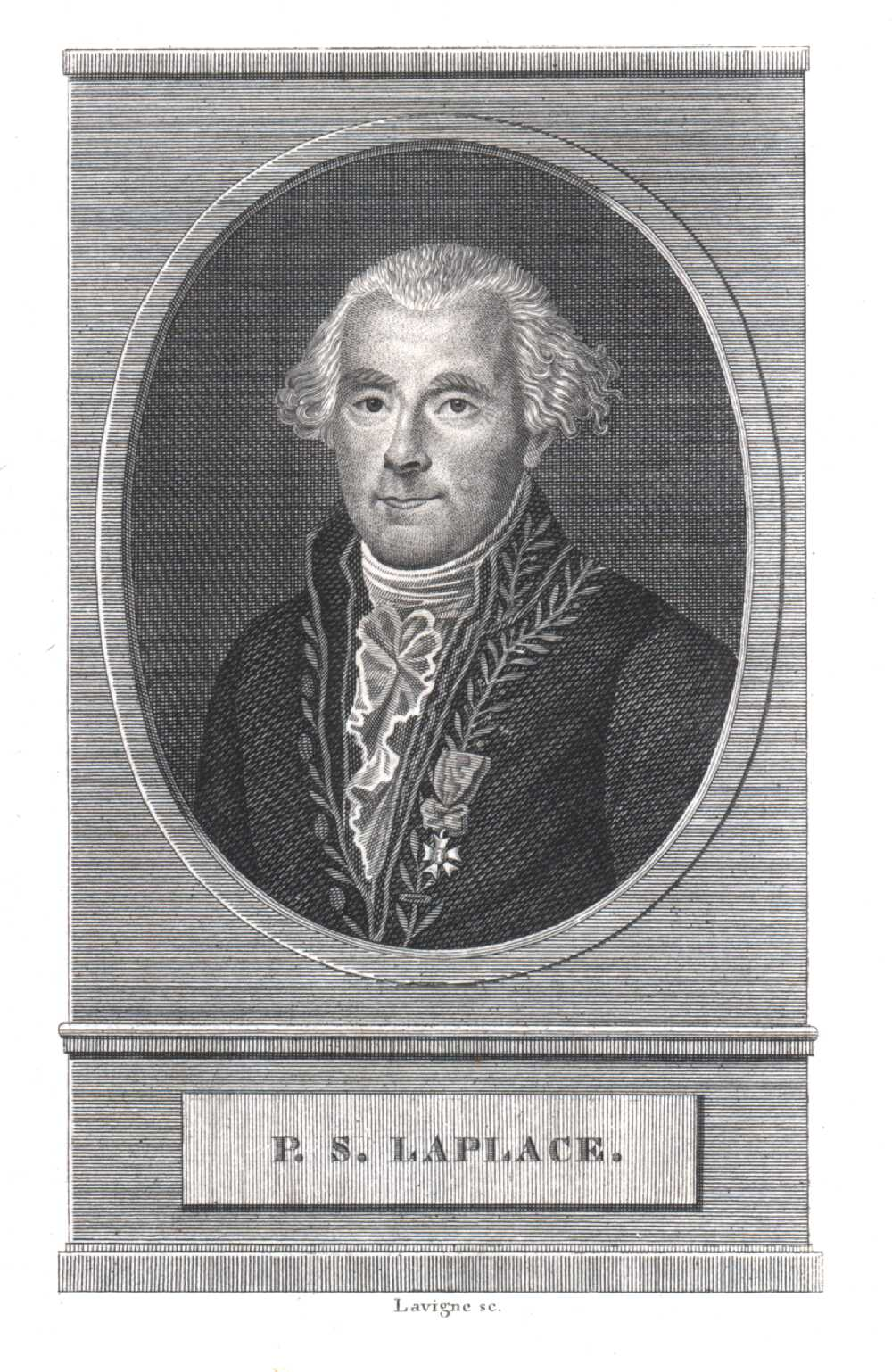
Portrait de Laplace.

### Publications
- État civil d'artistes français - Billets d'enterrement ou de décès depuis 1823 jusqu'à nos jours, réunis et publiés par Hubert Lavigne, Société de l'histoire de l'Art français, Paris, J. Baur Libraire de la Société, 1881, 226 p.[30].

## Élèves
- Agénor Doynel, vicomte de Quincey, né à Avranches (Manche), expose une statue de marbre intitulée Le Premier bijou au Salon des artistes français de 1875[31] et La Vérité, statue en bronze, l'année suivante.
- Jean Rouff, né à Lugny (Côte d'Or), expose La Liberté un buste en plâtre au Salon de 1878[32], deux bas-reliefs en cire en 1879[33] et deux médailles en bronze : Portrait de M. J. R… et portait de M. Fontaine au Salon des médailles en 1879[34].
- Anne Marie Lucienne Lavigne (1860-1918), élève de son père et de l'école nationale de dessin, expose une porcelaine L'Épave d'après James Bertrand à l'exposition des amis des arts à Amiens en 1884[35] et Anémones de chine, en porcelaine également, au Salon des artistes français de 1888[36].